# Ryszard Szubartowski
Ryszard Szubartowski (ur. 30 sierpnia 1952 w Kraśniku) – polski nauczyciel, wychowawca zwycięzców Olimpiady Informatycznej, profesor oświaty, kawaler Krzyża Kawalerskiego Polonia Restituta.

## Życiorys
Studiował cybernetykę na Wojskowej Akademii Technicznej. Po ukończeniu studiów rozpoczął pracę jako pracownik naukowo-dydaktyczny Akademii Marynarki Wojennej. Następnie zajął się nauczaniem młodzieży, m.in. w III Liceum Ogólnokształcącym im. Marynarki Wojennej RP w Gdyni. 
Jako nauczyciel przygotowywał swoich uczniów do udziału w olimpiadach informatycznych – z 89 osób które pod jego opieką dotarły w latach 1999–2008 do centralnego etapu Olimpiady Informatycznej 28 zostało jej laureatami – zdobywając 7 złotych, 7 srebrnych oraz 14 brązowych medali. Dorobek medalowy jego 17 uczniów biorących udział w międzynarodowych olimpiadach informatycznych to 34 medale: 17 złotych, 8 srebrnych i 9 brązowych.

### Wychowankowie
Wśród jego uczniów i wychowanków znajdują się m.in.:
- Błażej Magnowski – brązowy medalista międzynarodowej Olimpiady Informatycznej (2013)[6][7]
- Jan Kanty Milczek – złoty medalista międzynarodowej Olimpiady Informatycznej (2011)[8][9]
- Jakub Pachocki – polski informatyk, współtwórca ChataGPT[10]
- Filip Wolski – polski informatyk, mistrz świata w programowaniu[11]

## Wybrane odznaczenia i wyróżnienia[2]
- Krzyż Kawalerski Orderu Odrodzenia Polski (2011)[12]
- Złoty Krzyż Zasługi (2006)[13]
- Medal Komisji Edukacji Narodowej (2005)
- profesor oświaty (2016)[14]
- dwukrotnie nagroda Ministra Edukacji Narodowej (2003, 2006)
- trzykrotnie nagroda Prezydenta Miasta Gdyni (2002, 2004, 2008)
- nagroda Kuratora Oświaty (2001)
- trzykrotnie nagrody dla nauczycieli Olimpiady Informatycznej, m.in. za wybitne osiągnięcia[15]